# 얼렁뚱땅 흥신소
《얼렁뚱땅 흥신소》는 KBS 2TV에서 2007년 10월 8일부터 2007년 11월 27일까지 방영되었던 월화 미니시리즈이다. 진부한 멜로가 전부였던 당시 드라마 트렌드를 벗어난 '서울에서 황금찾기'라는 독특한 소재를 내세웠고 짜임새 있는 연출과 극본으로 호평을 받았지만 엄청난 경쟁작들에게 밀려 화제가 되지 못했다.
당시, OST로 쓰였던 이승환의 《슈퍼히어로》는 12년후인 2019년 영화 엑시트에 삽입됐다.

## 줄거리
영어학원과 수학학원에 밀려 줄어드는 수강생 때문에 골머리를 앓는 태권도장 사범 박무열, 손님이라고는 공짜로 만화책 보고가는 꼬마손님들이 전부인 만화방 주인 김용수, 합법적인 직업은 점쟁이지만 실상은 사기꾼인 타로마스터 정희경. 덕수궁 근처 황금빌딩에 사는 세 사람은 4년째 가족처럼 부대끼고 있는 삼총사다. 어느날, 어두컴컴한 빌딩 지하에 오게 된 셋은 다 낡은 벽 속에서 정체모를 황금과 백골을 발견하게 된다. 이후 옥탑방에 새로 이사온 유은재로부터 어릴적 동생이 유괴당한 일 때문이라며 벽속에 시체가 누구인지 뭐하는 사람인지 자세히 조사해달라고 부탁을 받는다. 여기에 정체모를 건달 백민철까지 난입하면서 졸지에 '서울에서 황금찾기'가 시작됐다!

## 등장 인물

### 주요 인물
- 이민기 : 박무열(20대 후반) 역 - 태권도장 사범
- 예지원 : 정희경(30대 초반) 역 - 타로 마스터
- 류승수 : 김용수(30대 초반) 역 - 만화가게 주인
- 이은성 : 유은재(20대 중반) 역 - 재벌녀
- 박희순 : 백민철(30대 후반) 역 - 건달

### 주변 인물
- 윤문식 : 이산(60대 중반) 역 - 인사동 고물상 주인
- 이종구 : 집주인(60대 중반) 역
- 이한위 : 장택수(40대) 역 - 경찰서장
- 이해영 : 강승호(30대 중반) 역 - 백민철의 부하
- 최대훈 : 아식스(20대) 역 - 백민철, 강승호 일당의 수족부하
- 최요한 : 아디다스(20대) 역 - 백민철, 강승호 일당의 수족부하
- 탁성은 : 강모 엄마(30대) 역
- 김덕현 : 택수 파트너 경찰 역
- 박휘순 : 츄리닝백수 역
- 오서원 : 뿔테안경 역
- 이동호 : 강모(8살) 역 - 초등학생
- 조규철 : 짱께 역
- 류태호 : 조만기(사망 당시 나이 60대) 역 - 지하실 벽속 시체

### 그밖의 인물들
- 이인철 : 전당포 주인 역
- 원미원 : 조호승 모 역
- 유연수 : 조호승 역
- 이주석 : 은재 부 역
- 육미라 : 수정 역
- 건휘 : 화장터 직원 역
- 이두경 : 건달 역
- 장영주 : 탄광박물관 직원 역
- 손선근 : 극단 만추 유인찬 역
- 박정호 : 조호승 아들 역
- 박용수 : 은재 작은아버지 역
- 강철성 : 경찰 역
- 허선행 : 국과수 직원 역
- 홍우진 : 택배직원 역
- 최민금 : 세탁소 아줌마 역
- 김동석 : 형사 역
- 유창숙 : 병실 노모 역
- 이림 : 병실 딸 역
- 도재연 : 병실 아이 역
- 차상미 : 병실 엄마 역
- 유재현 : 구급대원1 역
- 윤성민 : 구급대원2 역
- 김성은 : 고교생1 역
- 조중휘 : 고교생2 역
- 안정열 : 고교생3 역
- 김성훈 : 연보흥 기자 역
- 최화영 : 경비원 역
- 이진화 : 인터뷰PD 역
- 민정현 : 경찰서 아줌마 역
- 정대용 : 금광남자 역
- 박문아 : 여중생1 역
- 김소영 : 여중생2 역
- 김명수 : 호텔 기사 역
- 이상흥 : 호텔 매니저 역
- 전지영 : 바닷가 글래머 역
- 김민지 : 바닷가 글래머 역
- 손명희 : 바닷가 글래머 역
- 박종원 : 열쇠집 주인 역
- 김진모 : 명동운전자 역
- 하시은 : 김준수 요트녀 역
- 안치용 : 중국집 주인 역
- 이경희 : 아줌마 학예사 역
- 고유미 : 김준수 여자1 역
- 고윤정 : 김준수 여자2 역
- 김정태 : 가짜 보스 역
- 박미숙 : 김 실장 역
- 구본임 : 최면치료사 역
- 송승훈 : 미용사남 역
- 정영숙 : 미용사녀 역
- 이정인 : 요양원 헬퍼 역
- 박승태 : 백민철 모 역
- 이런 : 돌잔치 사회자 역
- 박칠용 : 용수 부 역
- 조양자 : 용수 모 역
- 정호진 : 여린 준수 역
- 이재석 : 어린 용수 역
- 설지윤 : 최면치료사 역
- 유은혜 : 김 실장 역
- 김미옥 : 아줌마 역
- 최민호 : 아이 역
- 윤선혜 : 국밥집 자매 역
- 박혜리 : 국밥집 자매 역
- 정석규 : 경찰 역
- 김명중 : 국밥집 주인 역
- 유옥주 : 국밥집 주인 역
- 정혜원 : 강승호 딸 역
- 임성표 : 관리소장 역
- 박영서 : 공익근무요원 역
- 문수종 : 40대 아저씨 역
- 이용이 : 점쟁이 역
- 김영길 : 고종 역
- 곽인호 : 이재승 역
- 박용진 : 이용익 역
- 이영석 : 경비 역
- 김종호 : 관리인 역
- 금동현 : 판란점 남자 역
- 이석구 : 인부장 역
- 이훈재 : 인부1 역
- 정호진 : 용수 형 역
- 이인철 : 전당포 주인 역
- 유연수 : 조호승 역
- 원미원 : 조호승 엄마 역
- 구혜령 : 뚱뚱한 탐정 역
- 이상홍 : 배진만 역
- 조태봉 : 흰눈 주인 역
- 이영석 : 경비 역
- 도율곡 : 남자 역
- 정병철 : 종업원 역
- 김지혜 : 강모 여친 역
- 김상빈 : 어린 준수 역
- 김민석 : 어린 용수 역
- 김용문 : 어린 민철 역
- 김유정 : 어린 은재 역

### 특별출연
- 김자옥 : 1회, 사모님 역
- 김시덕 : 1회, 키스커플 역
- 안영미 : 1회, 키스커플 역
- 진이한 : 7회, 김준수 역

## 방영 목록
| 회차          | 방송 일자        | 부제 (서브 타이틀)                                            | 번외편 타이틀                        |
| ------------- | ---------------- | ------------------------------------------------------------- | ------------------------------------ |
| 1화           | 2007년 10월 8일  | 의뢰 No. 1 시작은 고양이로소이다!                             | 흥신소는 사랑을 싣고                 |
| 2화           | 2007년 10월 9일  | 의뢰 No. 2 죽은자는 수다스럽다                                | 두꺼비의 비애                        |
| 3화           | 2007년 10월 15일 | 의뢰 No. 3 그렇다, 누구나 비밀은 있다!                        | 말못할 아픔!                         |
| 4화           | 2007년 10월 16일 | 의뢰 No. 4 그리고, 그들은 무언가를 갖고 있다!                 | 제목을 밝힐 수 없는 번외편           |
| 5화           | 2007년 10월 22일 | 의뢰 No. 5 모든 표시가 한 뱡향을 가리키다!                    | 나는 네가 한 일을 알고 있다          |
| 6화           | 2007년 10월 23일 | 의뢰 No. 6 거북이는 의외로 빨리 달리나?                       | 무열의 꿈                            |
| 7화           | 2007년 10월 29일 | 의뢰 No. 7 거짓말의 황금비율은 7:3                            | 아는 자만 웃어라                     |
| 8화           | 2007년 10월 30일 | 의뢰 No. 8 늙은 도롱뇽은 쓸데없는 짓을 하지 않는다            | ?!!                                  |
| 9화           | 2007년 11월 5일  | 의뢰 No. 9 공격은 가벼운 잽부터                               | 주의 어린양 구원하소서               |
| 10화          | 2007년 11월 6일  | 의뢰 No. 10 아이는 모든 어둠에서 괴물을 본다                  | 만약에..                             |
| 11화          | 2007년 11월 12일 | 의뢰 No. 11 낙타의 등을 부러뜨리는 것은 결국 한 개의 지푸라기 | 영광의 장택수                        |
| 12화          | 2007년 11월 13일 | 의뢰 No. 12 기억은 추억을 배신한다                            | 올드보이                             |
| 13화          | 2007년 11월 19일 | 의뢰 No. 13 삶은 그리 명료하지 않다                           | 낯선 점쟁이에게서 익숙한 향기가 난다 |
| 14화          | 2007년 11월 20일 | 의뢰 No. 14 지나치게 밝은 빛은 어둠과 같아서..                | 잊혀진 사람들                        |
| 15화          | 2007년 11월 26일 | 의뢰 No. 15 종은 우리를 위하여 울린다                         | 어떤 만남...                         |
| 16화 (최종회) | 2007년 11월 27일 | 의뢰 No. 16 그러나 삶은 계속된다                              | 얼렁뚱땅 흥신소                      |